# Mecílio Hilariano

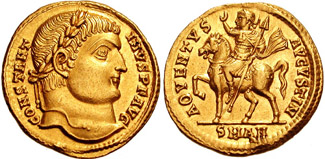
Soldo de Constantino r.

Mecílio Hilariano (em latim: Maecilius Hilarianus) foi um oficial romano do século IV.

## Vida
Hilariano era ancestral de Mecílio Hi[...]. Foi citado em várias inscrições que registram seus ofícios. Em 30 de janeiro de 316, segundo lei preservada no Código de Teodósio, foi corretor da III Região Lucânia e Brúcio na Itália. Em 324, era homem claríssimo, procônsul da África e juiz representante do imperador. Em 332, foi cônsul posterior com Lúcio Pápio Pacaciano. Entre 13 de janeiro de 338 e 14 de julho de 339 foi prefeito urbano de Roma e em 354 foi prefeito pretoriano da Itália. O nome Mecílio aparece num cano d'água de Fidenas e é possível que fosse dono dessa casa.